# Navacarros (kommunhuvudort)
Navacarros är en kommunhuvudort i Spanien.   Den ligger i provinsen Provincia de Salamanca och regionen Kastilien och Leon, i den centrala delen av landet, 170 km väster om huvudstaden Madrid. Navacarros ligger 1 127 meter över havet och antalet invånare är 143.
Terrängen runt Navacarros är huvudsakligen kuperad, men söderut är den bergig. Runt Navacarros är det mycket glesbefolkat, med 6 invånare per kvadratkilometer. Närmaste större samhälle är Béjar, 4,3 km väster om Navacarros. 